# Transport des déchets nucléaires
Le Transport des déchets nucléaires peut être réalisé par plusieurs modes de transport : la route, le rail, la voie maritime et même aérienne. 
Les véhicules qui transportent les déchets, convergent vers les centres de traitement ; Usine de La Hague en France ou Sellafield en Grande-Bretagne ou les centres de stockages (Centre de stockage de l'Aube ou centre de stockage de la Manche en France)
Ces déchets nucléaires peuvent traverser des continents entiers. D'autre part, les itinéraires des déchets nucléaires sont souvent classés « secret défense », afin de prévenir tout risque terroriste. Des actions non violentes parviennent parfois à stopper un chargement ou le transport de déchets pendant plusieurs heures. Par exemple, quelques militants de Greenpeace sont parvenus à immobiliser un camion rempli de plutonium en pleine ville de Chalon-sur-Saône.    

## Le transport des déchets face aux actions antinucléaires
Le transport de déchets radioactifs est un acte dangereux, les transports de combustibles nucléaires sont vivement critiqués par des groupes antinucléaires, qui sont la plupart du temps des écologistes.
Ainsi, de nombreuses personnes ou associations tentent d'interrompre la bonne marche de ces convois, à l'aide d'action non violente. Leur but est de ralentir le convoi, voire de l'immobiliser. 
Au niveau symbolique, la mise en scène de ces actions pacifiques et collectives a pour objet d'alerter les populations du trafic incessant de matières radioactifs, alors que l'opacité règne autour de ce sujet. 
Ces manifestations consistent à organiser des regroupements au bord de la voie ferrée ; certains militants s'enchaînent aux rails pour contraindre le train à l'arrêt.